# لينا هويان الحسن
لينا الحسن (ولدت 7 يناير 1977 م) باحثة وكاتبة وأديبة سورية، روائية وشاعرة، من بادية حماة، خصَّت البادية وأهلها بكثير من أعمالها الأدبية. 

## سيرتها
ولدت لينا هويان الحسن في بادية حماة بمنطقة الأندرين، يوم الجمعة 17 المحرَّم 1397هـ الموافق 7 يناير 1977م. تنتمي إلى قبيلة الجْميلة القيسية التغلبية. درست في البادية السورية المرحلة الابتدائية، وكان لهذه الحِقبة أثرٌ كبير في حياتها لاحقًا وفي تكوينها الأدبي والفكري.
درست الفلسفة في كلية الآداب بجامعة دمشق. وكتبت أولَ النصوص الروائية عن البادية السورية، وخصَّتها بعدَّة أعمال، مثل: معشوقة الشمس، مرآة الصحراء، بنات نعش، سلطانات الرمل، رجال وقبائل. تُعَد الكاتبةَ الأولى والوحيدة التي كتبت عن عوالم البادية السورية وعموم صحاري الشرق الأوسط، حيث امتدت الرُّقعة الجغرافية التي تناولتها أعمالها إلى بوادي وصَحاري الأردن والعراق ونجد.
عملت في الصِّحافة ابتداء من عام 2003 في جريدة الثورة السورية في القسم الثقافي، وأشرفت على ملحق الكتب الأسبوعي حتى نهاية 2011. وغادرت سورية عقب الثورة السورية، وتقيم حاليًّا في بيروت، وتعمل في الصِّحافة العربية عملًا حرًّا.

## أعمالها

### الروايات
1. معشوقة الشمس، صدرت عام 1998
2. التروس القرمزية، صدرت عام 2001
3. التفاحة السوداء، صدرت عام 2003
4. بنات نعش، صدرت عام 2005
5. سلطانات الرمل، صدرت عن دار ممدوح عدوان في دمشق عام 2009 [5][6][7]
6. نازك خانم، صدرت عام 2014 صادرة في بيروت
7. ألماس ونساء، صدرت عام 2014
8. البحث عن الصقر غنام، صدرت عام 2015 صادرة في بيروت [8][9][10]
9. الذئاب لا تنسى، صدرت عام 2015 صادرة في بيروت
10. حاكمة القلعتين: عن جنيّات وساحرات الشام وعرافاتها، صدرت عام 2022.[11]
11. أشباح الحبيبات، دار ضفاف ودار الاختلاف بيروت ، صدرت عام 2024.[12]

### الدراسات
1. مرآة الصحراء «كتاب توثيقي عن البدو»، صدر عام 2000
2. آنا كارنينا-تفاحة الحلم «دراسة سيكولوجية»، صدر عام 2004
3. رجال وقبائل «كتاب توثيقي عن أعلام البادية السورية»، صدر عام 2013

### الدواوين الشعرية
1. نمور صريحة «مجموعة شعرية» صادرة عن وزارة الثقافة السورية عام 2011